# Fontaine de la Reine
Fontaine de la Reine (tj. Královnina fontána), nazývaná také fontaine de la Reynie, nebo fontaine Greneta, je bývalá fontána v Paříži ve 2. obvodu. Nachází se na nároží domů č. 142 rue Saint-Denis a č. 28 rue Greneta. Od roku 1994 je chráněna jako historická památka.

## Popis
Kašna je zasazena do fasády budovy tvořící roh dvou ulic. Je tvořena bosážovým zdivem ve tvaru oblouku, zakončený původně královským znakem. Původní maskaron, ze kterého tryskala voda, již neexistuje.

## Dějiny
Na počátku 16. století nechal výrobce vějířů Claude Aubry postavit budovu vedle špitálu Trinité. Zároveň na její fasádě nechal zřídit fontánu.
V roce 1732 postavil architekt Jean Beausire na tomto místě druhou kašnu, která je stále na svém místě.